# Megetra punctata
Megetra punctata är en skalbaggsart som beskrevs av Nils Sten Edvard Selander 1965. Megetra punctata ingår i släktet Megetra och familjen oljebaggar. Inga underarter finns listade i Catalogue of Life.